# Tarnówki
Tarnówki – część wsi Gołuchów w Polsce, położona w województwie świętokrzyskim, w powiecie pińczowskim, w gminie Kije.
W latach 1975–1998 Tarnówki administracyjnie należały do województwa kieleckiego.